# جيسون ويلز
جيسون ويلز (بالإنجليزية: Jason Wiles)‏ هو منتج أفلام وكاتب سيناريو وممثل أمريكي، ولد في 25 أبريل 1970 بكانساس سيتي في الولايات المتحدة.

## أعمال

### أفلام
- (2007) زودياك[3][4]
- (2009) زوج الأم

### مسلسلات
- بيفرلي هيلز 90210
- كاسل

## وصلات خارجية
- جيسون ويلز على موقع IMDb (الإنجليزية)
- جيسون ويلز على موقع روتن توميتوز (الإنجليزية)
- جيسون ويلز على موقع ألو سيني (الفرنسية)
- جيسون ويلز على موقع أول موفي (الإنجليزية)
- جيسون ويلز على موقع قاعدة بيانات الأفلام السويدية (السويدية)
- جيسون ويلز على موقع إن إن دي بي (الإنجليزية)
- جيسون ويلز على موقع قاعدة بيانات الفيلم (الإنجليزية)
- جيسون ويلز على موقع كينوبويسك (الروسية)